# Vima Taqueto
Vima Taqueto ou Vima Taquetu (em caroste: Vima Takto ou Taktu) foi um rei (basileu) do Império Cuchana de 90/5 a 100. também conhecido como "Soter Megas" que pode ser associado a Sóter, o Grande (em grego clássico: Σώτερ Μέγας; romaniz.: Sóter Mégas) que aparece na evidência numismática, ou podem ser pessoas distintas.